# Пњеви
Пњеви (пољ. Pniewy) град је у Пољској у Војводству великопољском. По подацима из 2012. године број становника у месту је био 7959.

## Становништво
| 2012. |
| ----- |
| 7.959 |

## Партнерски градови
- Алијен, Radków, Либенау, Ер-Еркеншвик, Alphen-Chaam

- Званични веб-сајт